# Piretanid
Piretanid ist ein Arzneistoff aus der Gruppe der Schleifendiuretika, der in der Behandlung von Bluthochdruck (Hypertonie) und von Ödemen eingesetzt wird. Es wurde in den 1970er Jahren von dem pharmazeutischen Hersteller Hoechst entwickelt und patentiert.

## Klinische Angaben

### Anwendungsgebiete (Indikationen)
Piretanid ist zur Ausscheidung von Ödemen, bei Herzinsuffizienz zur Herzentlastung, bei Ödemen infolge von Nieren- oder Lebererkrankungen und zur Behandlung des Bluthochdrucks (Hypertonie) zugelassen. Für die Behandlung einer leichten bis mittelschweren Hypertonie ist eine Monotherapie mit Piretanid möglich. Bei einer schweren Hypertonie wird Piretanid in Kombination mit anderen, nicht diuretisch wirkenden Antihypertensiva eingesetzt.

### Gegenanzeigen (Kontraindikationen)
Die Anwendung von Piretanid ist bei Nierenversagen mit Anurie, Coma und Praecoma hepaticum, schwerer Hypokaliämie, schwerer Hyponatriämie, Hypovolämie oder Dehydratation kontraindiziert. Auf Grund seiner Strukturverwandtschaft zu Sulfonamiden darf Piretanid bei bekannter Piretanid- oder Sulfonamidunverträglichkeit nicht angewendet werden.
Relative Anwendungsbeschränkungen liegen bei Hypotonie, Diabetes mellitus, Gicht, Harnabflussbehinderungen, Leberzirrhose mit gleichzeitiger Nierenfunktionseinschränkung, Hypoproteinämie, zerebrovaskulären Durchblutungsstörungen und koronarer Herzkrankheit vor. Hier sollte Piretanid nur unter strenger ärztlicher Kontrolle angewendet werden.
Ausreichende klinische Daten über die Sicherheit von Piretanid in der Schwangerschaft liegen nicht vor. Tierexperimentelle Untersuchungen ergaben keine Hinweise auf negative Auswirkungen auf Schwangerschaft, embryonale und fetale Entwicklung, Geburt oder der Entwicklung danach. Dennoch gilt die Anwendung von Piretanid im ersten Drittel der Schwangerschaft aus Sicherheitsgründen als kontraindiziert. In den späteren Phasen der Schwangerschaft ist ein kurzfristiger Einsatz der niedrigsten wirksamen Dosis unter Abwägung des Nutzen-Risiko-Verhältnisses möglich. Während der Stillzeit ist Piretanid kontraindiziert, da es ein in die Muttermilch übergeht und Auswirkungen auf den Säugling nicht auszuschließen sind.

### Wechselwirkungen mit anderen Medikamenten
Piretanid kann die nierenschädigende Wirkung potenziell nephrotoxischer Medikamente, wie beispielsweise einiger Antibiotika aus den Gruppen der Aminoglycoside, Cephalosporine und Polymyxine, verstärken. Ebenso kann die gehörschädigende Wirkung potenziell ototoxischer Medikamente, insbesondere Aminoglycoside und Cisplatin verstärkt werden. Durch Hemmung der Ausscheidung wird die kardio- und neurotoxische Wirkung von Lithium erhöht. Durch eine Verstärkung der Kaliumausscheidung bei gleichzeitiger Einnahme von Glucocorticoiden, ACTH, kaliuretischen Diuretika, Laxanzien oder häufigem Genuss von Lakritze kann es zu verstärkten Kaliumverlusten bis hin zu einer Hypokaliämie kommen. Die toxische Wirkung herzwirksamer Glykoside und hoch dosierter Salicylate wird durch Piretanid verstärkt. Bei gleichzeitiger Anwendung mit Arzneistoffen, die das QT-Intervall verlängern, ist mit einem erhöhten Risiko an Herzrhythmusstörungen zu rechnen. Die muskelrelaxierende Wirkung von Muskelrelaxantien vom Curare-Typ ist verstärkt oder verlängert.
Piretanid kann die Wirkung zahlreicher Wirkstoffe reduzieren, darunter Insulin, orale Antidiabetika, Allopurinol und Sympathomimetika.
Die blutdrucksenkende Wirkung von Piretanid kann durch andere blutdrucksenkende Arzneimittel sowie durch Nitrate, Barbiturate, Phenothiazine, trizyklische Antidepressiva, Vasodilatatoren und Alkohol verstärkt werden. Probenecid und nichtsteroidale Antiphlogistika hingegen schwächen die Wirkung von Piretanid ab.

### Unerwünschte Wirkungen (Nebenwirkungen)
Basierend auf seinem Wirkmechanismus, welcher primär eine vermehrte Ausscheidung von Natrium und Chlorid sowie sekundär Wasser, Kalium, Calcium und Magnesium einschließt, kann Piretanid zu einer Störung des Flüssigkeits- und Mineralienhaushaltes führen (1 bis 10 %). Als Folge von Natriumverlusten kann eine Hyponatriämie mit Symptomen, wie Apathie, Schwäche, Wadenkrämpfe, Appetitlosigkeit, Erbrechen, Müdigkeit und Verwirrtheit auftreten. Als Folge von Kaliumverlusten insbesondere bei gleichzeitig verminderter Kaliumzufuhr kann eine Hypokaliämie auftreten. Die Verluste an Magnesium und Calcium können zu einer Hypomagnesiämie bzw. Hypocalcämie führen. Die Entwicklung oder Verschlechterung einer metabolischen Alkalose ist auf Basis der Mineralien- und Flüssigkeitsverluste möglich.
Kopfschmerz, Schwindel, Sehstörungen, Mundtrockenheit, Durst, Hypotonie und orthostatische Regulationsstörungen können Symptome zu starker Wasserverluste sein. Insbesondere bei älteren Patienten besteht auf Grund der Wasserausscheidung die Gefahr einer Hypovolämie und Dehydratation mit Hämokonzentration. Infolgedessen ist bei diesen Patienten und bei Vorliegen von Venenerkrankungen das Thromboserisiko erhöht.
Dem gegenüber kann ein Anstieg anderer harnpflichtiger Substanzen, insbesondere Kreatinin und Harnstoff, im Blut beobachtet werden. Häufig (1 bis 10 %) tritt ein Anstieg des Harnsäurespiegels auf, der bei vorbelasteten Patienten zu einem Gichtanfall führen kann. Auch der Blutzuckerspiegel und die Glucosetoleranz können beeinflusst werden.
Gelegentlich (0,1 bis 1 %) können allergische Haut- und Schleimhautreaktionen sowie Thrombozytopenie auftreten. Magen-Darm-Beschwerden, Vaskulitiden, Leukopenie und fieberhafte Zustände sind selten (0,01 bis 0,1 %). Sehr selten (0,001 bis 0,1 %) sind Störungen der Leber und der Gallenwege.
Als Folge der Blutdrucksenkung können Erektionsstörungen auftreten.

## Pharmakologische Eigenschaften

### Wirkungsmechanismus (Pharmakodynamik)
Piretanid ist ein Schleifendiuretikum. Es besitzt eine etwa fünf- bis siebenfach höhere Wirkpotenz als Furosemid. Wie die anderen Vertreter dieser Stoffgruppe vermittelt es seine Wirkung über eine reversible Hemmung der Na-K-2Cl-Cotransporter an der Henle-Schleife, einem Teil des harnbildenden Systems der Nieren. Auf diese Weise wird die Rückaufnahme von Natrium- und Chloridionen im aufsteigenden Schenkel der Henle-Schleife gehemmt. Als Folge dessen kommt es zu einer verstärkten Ausscheidung von osmotisch gebundenem Wasser und einer vermehrten Ausscheidung von Kaliumionen und Protonen im distalen Tubulus. Auch die Sekretion von Calcium- und Magnesiumionen ist verstärkt.
Neben der Senkung des arteriellen Blutdrucks bewirkt Piretanid auch eine Senkung des Venentonus und des Pulmonalarteriendrucks.

### Aufnahme und Verteilung im Körper (Pharmakokinetik)
Piretanid wird nach Freisetzung aus Tabletten- oder Retardkapselformulierungen zu ca. 80 bis 90 % vom Körper aufgenommen. Auch die intravenöse Gabe (mit einem Wirkungseintritt innerhalb weniger Minuten und einem Wirkungsmaximum nach etwa einer Stunde) ist möglich. In der Blutbahn liegt es zu 90 % und mehr an Serumproteine gebunden vor. Eine Metabolisierung spielt nur eine untergeordnete Rolle, sodass nur wenige Hydroxylierungsprodukte und Konjugate in den Ausscheidungsprodukten gefunden werden können. Die Ausscheidung erfolgt überwiegend unverändert über die Nieren (40 bis 70 %). Die Eliminationshalbwertszeit liegt bei 1 bis 1,7 Stunden; bei Niereninsuffizienz kann sie auf bis zu 9 Stunden verlängert sein.

## Chemie
Piretanid ist strukturell mit den Schleifendiuretika Bumetanid und ferner dem Furosemid verwandt. Als gemeinsames Strukturmerkmal besitzen sie eine 3-Aminosulfonylbenzoesäurepartialstruktur.

### Synthese
Die Synthese von Piretanid geht von 4-Chlor-3-chlorsulfanyl-5-nitrobenzoesäure aus und entspricht in den ersten Schritten der Synthese von Bumetanid. In einem ersten Schritt wird 4-Chlor-3-chlorsulfanyl-5-nitrobenzoesäure mit Ammoniak in das entsprechende Sulfonamid überführt, welches in einer nukleophilen Substitutionsreaktion mit Natriumphenolat zum Biphenylether 5-Aminosulfonyl-3-nitro-4-phenoxybezoesäure umgesetzt wird. Nach protektiver Veresterung mit Methanol und katalytischer Reduktion der Nitrogruppe wird 3-Amino-5-aminosulfonyl-4-phenoxybenzoesäuremethylester erhalten. Der Pyrrolidinring wird durch Umsetzung mit Bernsteinsäureanhydrid und anschließender Reduktion unter Verwendung von Natriumborhydrid und Bortrifluorid aufgebaut. Nach anschließender alkalischer Hydrolyse der Schutzgruppe wird das Endprodukt Piretanid erhalten.

## Handelsnamen
Monopräparate:

Arelix (D), Generika (D)
Kombinationspräparate
- In Kombination mit Ramipril: Arelix ACE (D), Trialix (CH), Generika (D)
- In Kombination mit Penbutolol: Betarelix (D)